# 神浦村 (長崎県西彼杵郡)
神浦村（こうのうらむら）は、長崎県の西彼杵半島にあった村。西彼杵郡に属した。1955年（昭和30年）に南隣の黒崎村と合併し、外海村となった。
現在の長崎市外海地区の北部にあたる。

## 地理
西彼杵半島の西部に位置し、西の海岸線を角力灘（五島灘）に接する。
- 山：三方山、タンポ山、牧野岳、大野岳、妙正岳
- 島嶼：池島、大蟇島（沖ノ島）、小蟇島、母子島、大角力、小角力
- 河川：神浦川、相川
- 溜池：御用堤
- 港湾：神ノ浦港、池島港

## 歴史
近世の神浦村は大村藩領のうち外海地区に属した。『大村郷村記』によれば、「神浦」の地名は神功皇后が新羅より帰陣した際に、当地で休息した事が由来とされる。村内は大野集落をはじめとした各所でいわゆる隠れキリシタンと呼ばれたキリスト教信者が多く居住する。
- 1889年（明治22年）4月1日 - 町村制施行により、西彼杵郡神浦村が単独村制にて発足。
- 1917年（大正6年）4月8日 - 浪花節の興行が行われていたムシロ掛け小屋で火災が発生。93人が死亡[4]。
- 1955年（昭和30年）2月11日 - 黒崎村と合併して外海村が発足し、神浦村は自治体として消滅。

## 地名
郷を行政区域とする。神浦村は1889年の町村制施行時に単独で自治体として発足したため、大字は無し。
- 池島郷
- 江川郷
- 扇山郷
- 上大中尾郷
- 上大野郷
- 上道徳郷
- 北大中尾郷
- 口福郷
- 下大中尾郷
- 下大野郷
- 下道徳郷
- 夏井郷
- 丸尾郷
- 向郷

## 産業
農業や漁業を主な産業とする。池島では石炭の採掘が行われている（池島炭鉱）。

## 名所・旧跡
- 神浦城跡
- 大野教会堂[6]